# Charles Herman Helmsing
Charles Herman Helmsing (* 23. März 1908 in Shrewsbury, USA; † 20. Dezember 1993 in Kansas City, Missouri) war ein US-amerikanischer römisch-katholischer Bischof.

## Leben
Helmsing empfing am 10. Juni 1933 das Sakrament der Priesterweihe für das Erzbistum Saint Louis.
Am 17. März 1949 ernannte ihn Papst Pius XII. zum Weihbischof in Saint Louis und Titularbischof von Axomis. Der Erzbischof von Saint Louis, Joseph Elmer Ritter, spendete ihm am 19. April desselben Jahres die Bischofsweihe. Mitkonsekratoren waren die Weihbischöfe John Patrick Cody, Saint Louis, und Leo John Steck, Salt Lake. Am 24. August 1956 wurde er von Papst Pius XII. zum Bischof von Springfield-Cape Girardeau und am 27. Januar 1962 von Papst Johannes XXIII. zum Bischof von Kansas City-Saint Joseph ernannt. Am 27. Juni 1977 nahm Papst Paul VI. seinen Rücktritt an.
Er nahm als Konzilsvater an allen vier Sitzungsperioden des Zweiten Vatikanischen Konzils teil.